# Wodiane Druhe
Wodiane Druhe (ukr. Водяне Друге) – wieś na Ukrainie, w obwodzie donieckim, w rejonie kramatorskim, w hromadzie Illiniwka. W 2001 liczyła 26 mieszkańców.